# Tryphon himalayensis
Tryphon himalayensis är en stekelart som beskrevs av Gupta 1985. Tryphon himalayensis ingår i släktet Tryphon och familjen brokparasitsteklar. Inga underarter finns listade i Catalogue of Life.